# David Sardy
David Sardy est auteur-compositeur, musicien, réalisateur artistique, producteur de musique américain. Il a également composé plusieurs musiques de films.

## Biographie
Dans les années 1980 et 1990, David Sardy est actif comme chanteur, auteur et guitariste, notamment au sein du groupe Barkmarket. Au milieu des années 1990, il est surtout producteur, auteur, compositeur ou ingénieur du son. Il évolue alors dans un style rock, punk, alternative, électronique et Rock industriel et est notamment qualifié de « super-producteur “hardcore” »,.
Il fait partie du groupe Barkmarket, actif entre 1987 et 1996. Il produira ensuite des titres pour de nombreux artistes. Il travaille ensuite pour le cinéma et compose sa première bande originale, Las Vegas 21 (2008).

## Discographie
David Sardy a collaboré avec de nombreux artistes :
- The Airborne Toxic Event
- Atari Teenage Riot
- Autolux
- A Perfect Circle
- Badly Drawn Boy [3]
- Band of Horses
- Barkmarket
- Beware of Darkness[4]
- The Black Angels
- Black Mountain
- Boy Kill Boy [5]
- Brand New
- Bush
- Brendan Benson
- Carey's Problem
- Jimmy Gnecco
- Johnny Cash
- Campfire Girls
- Children Collide
- Cold War Kids
- Cop Shoot Cop
- Children Collide
- Chris Cornell
- Crash Kings
- The Cubical
- Das Pop
- The Dandy Warhols
- Devo
- Death from Above 1979
- Dirty Pretty Things [3]
- Dragpipe
- Duels [3]
- Enon
- Evil Superstars
- Fall Out Boy
- Far
- Funeral Party
- Giant Drag
- Gorillaz feat. Andre 3000 & James Murphy
- Goose
- Harmful
- Health
- Helmet
- The Hives
- Holy Fuck
- Hot Hot Heat [6]
- Hundred Reasons
- The Icarus Line
- Ida Maria
- Jay-Z
- Jet
- LCD Soundsystem
- Magic Wands
- Marilyn Manson
- Mel C [3]
- Middle Class Rut[7]
- Mikky Ekko
- Monster Magnet
- The Mooney Suzuki
- Nick Cave and Warren Ellis for the film Lawless
- Nine Black Alps [3]
- Nine Inch Nails
- Noel Gallagher's High Flying Birds
- Oasis[8]
- Orange 9mm
- OK Go
- Mauro Pawlowski
- Primal Scream [3]
- Paolo Nutini
- Rage Against the Machine
- Red Hot Chili Peppers
- Reverend and the Makers
- Robert Francis
- The Rentals
- The Revolution Smile
- The Rolling Stones
- SALEM
- Satin Peaches
- Serafin
- Shihad
- Slayer
- Soulwax
- Spoon
- Spongehead
- Starlight Mints
- Supergrass
- The Strays
- The Thrills [3]
- Tegan and Sara
- The Ting Tings
- Twisted Wheel
- VAUX
- Vision of Disorder
- Rufus Wainwright [3]
- The Walkmen
- Hank Williams III
- White Denim
- Wolfmother
- ZZ Top

## Filmographie
- 2008 : Las Vegas 21 (21) de Robert Luketic
- 2009 : Bienvenue à Zombieland (Zombieland) de Ruben Fleischer
- 2009 : I Love You, Man de John Hamburg (uniquement producteur de la musique)
- 2011 : Ghost Rider 2 : L'Esprit de vengeance (Ghost Rider: Spirit of Vengeance) de Mark Neveldine et Brian Taylor
- 2012 : Premium Rush de David Koepp
- 2012 : End of Watch de David Ayer
- 2012 : Des hommes sans loi (Lawless) de John Hillcoat (uniquement superviseur de la musique)
- 2014 : Sabotage de David Ayer
- 2017 : Monster Cars (Monster Trucks) de Chris Wedge